# Knooppunt Marcinelle
De verkeerswisselaar van Marcinelle is een Belgisch knooppunt tussen de R3, de grote ring rond Charleroi, en de A503. Het knooppunt is een voorbeeld van een klaverturbine: de noordelijke helft van het complex is een klaverblad, de zuidelijk helft heeft de kenmerken van een turbineknooppunt. Dit is gedaan omdat de zuidelijke toegang tot het knooppunt in feite een op- en afrit is. Het linksafdraaiend verkeer voor deze op- en afrit gebruikt het klaverblad, het verkeer tussen de noordelijke tak van de A503 en de R3 gebruikt turbinebogen om links af te slaan.
| Aansluitende wegen                                       | Aansluitende wegen                             | Aansluitende wegen | Aansluitende wegen | Aansluitende wegen                                     |
| -------------------------------------------------------- | ---------------------------------------------- | ------------------ | ------------------ | ------------------------------------------------------ |
|                                                          |                                                |                    |                    | richting Marcinelle-Villette / Charleroi Brussel (A54) |
|                                                          |                                                |                    |                    |                                                        |
| richting Marchienne-au-Pont p Fontaine-l'Évêque / Bergen | richting Philippeville / Couillet Namen / Luik |                    |                    |                                                        |
|                                                          |                                                |                    |                    |                                                        |
|                                                          |                                                |                    |                    | richting N577 Marcinelle-Les Haies Beaumont            |

Aalbeke · Antwerpen-Centrum · Antwerpen-Haven · Antwerpen-Noord · Antwerpen-Oost · Antwerpen-West · Antwerpen-Zuid · Arquennes · Battice · Beaufays · Beveren · Bois-d'Haine · Brugge · Cerexhe · Charleroi-Nord · Charleroi-Sud · Cheratte · Daussoulx · Destelbergen · Doornik · Familleureux · Fexhe-Slins · Gent-Centrum · Gouy · Grâce-Hollogne · Groot-Bijgaarden · Hautrage · Hauts-Sarts · Heppignies · Heverlee · Hoog-Itter · Houdeng-Goegnies · Jabbeke · Jemappes · Kortrijk-West · Kortrijk-Zuid · Leonardkruispunt · Loncin · Lummen · Machelen · Marcinelle · Marquain · Merelbeke · Moorsele · Neufchâteau · Ranst · Sint-Stevens-Woluwe · Strombeek-Bever · Thiméon · Ville-sur-Haine · Vottem · Wilrijk-Valaar · Zaventem · Zwijnaarde